# Chokutō

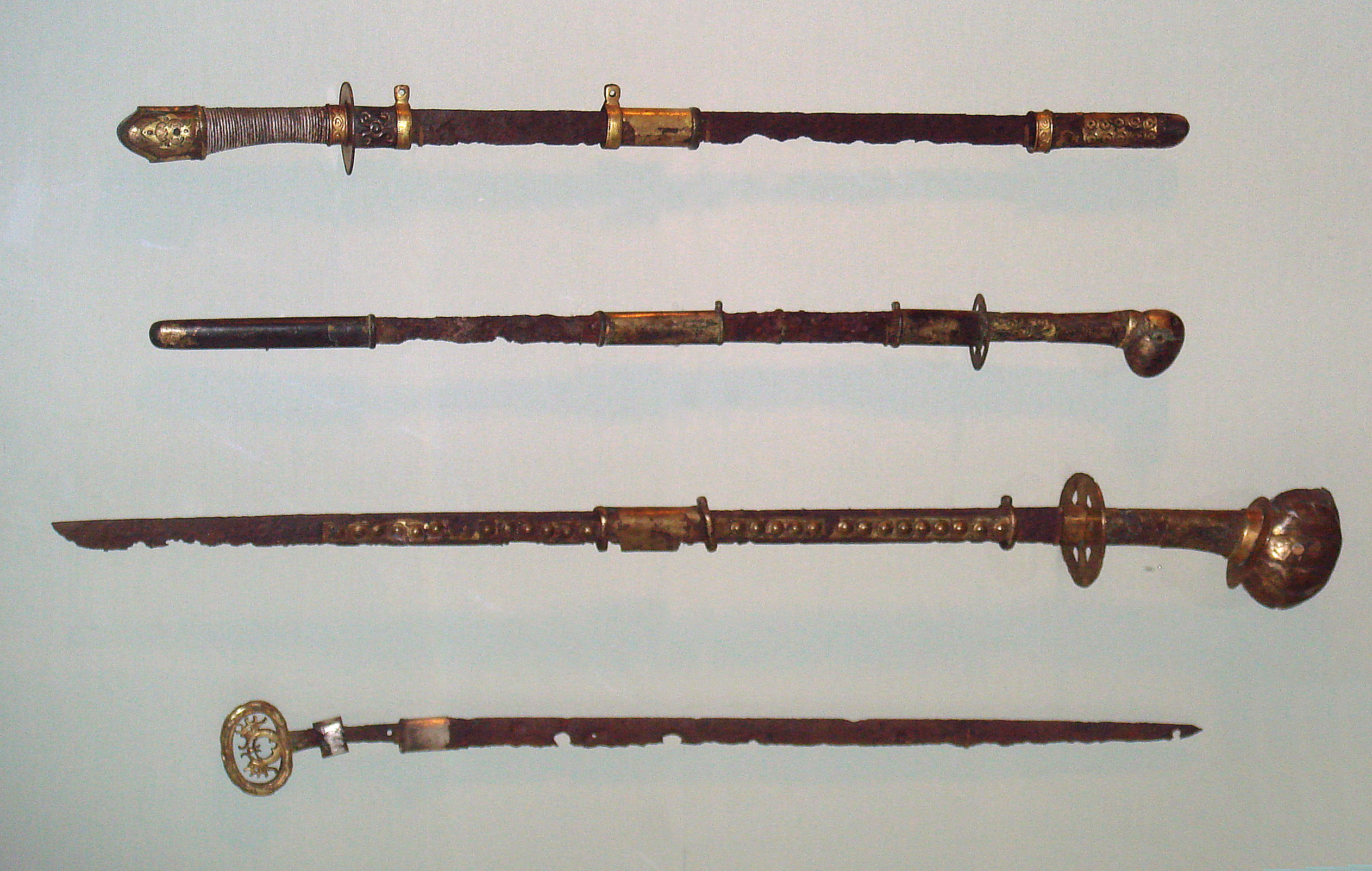
Espadas rectas japonesas de los siglos y.

La chokutō (直刀?   , literalmente "Espada recta") es una espada japonesa recta que se produjo antes del siglo X. Las chokutō fueron utilizadas a pie para pinchar o cortar y se llevaban colgadas de la cintura.

## Historia
La chokutō fue una de las primeras espadas en la historia del forjado japonés. Fue creado antes del desarrollo del templado diferencial de la herrería de espadas japonesas. Las chokutō suelen venir en hira-zukuri y Kiriha-zukuri tsukurikomi (estilos de la hoja) que las hacen muy distintas de las más modernas: tachi y Katana, que rara vez utilizan estas formas. La característica distintiva de la chokutō es la hoja recta, similar a las antiguas espadas encontradas en los Tres Reinos de China. Sus hojas también a menudo se confunden con los de Shikomizue, hay poca evidencia que sugiera que la chokutō alguna vez se monta como bastón de espadas.
A pesar de que las hojas curvas son tan antiguas como la propia espada, que no llegaron a ser de uso general en Asia y el Oriente Medio hasta después de la dominación del Imperio Mongol. Los guerreros japoneses del Shogunato Kamakura experimentaron la efectividad y letalidad de las láminas curvadas de primera mano en las invasiones mongoles de Japón. Formas rudimentarias de lo que finalmente se convertirá en la tachi comenzaron gradualmente a eclipsar la chokutō en popularidad, ya que las hojas curvas mostraron una mayor facilidad de manejo y la letalidad en combate montado[cita requerida].

### Ocaso
La chokutō del periodo Kofun, como otros espadas de ese período, se basó en el peso de la hoja para ejecutar el corte, en lugar de ataques de empuje. El advenimiento del diseño japonés de la katana, con su hoja de un solo filo curvado y metalurgia superior, permitió el desarrollo de técnicas de lucha con espada especializadas, tales como el Iaidō.
Son muy pocos los ejemplares de chokuto que existen en la actualidad, aunque suficientes para reconstruir sus diversas tipologías, que siempre siguieron los modelos chinos y coreanos, lo que es evidente los tipos de espadas desarrollados en el último período Kofun, la de un solo filo warabitetō (蕨 手 刀).